# Otto Schöndube
Otto Schöndube Baumbach (Guadalajara, Jalisco, 13 de diciembre de 1936 - 30 de diciembre de 2020) fue un arqueólogo e investigador mexicano. Se especializó en el estudio e investigación de las culturas prehispánicas de la región occidental de México.

## Estudios
De ascendencia alemana, su abuelo paterno fue el alemán Enrique Schöndube, quien llegó a México para trabajar en proyectos eléctricos en Oaxaca; adquirió una hacienda en Tonila, la cual perdió durante la Revolución mexicana. Su abuelo materno fue el también alemán Rodolfo Baumbach, quien llegó a Tabasco a principios del siglo XX, y quien le contó haber conocido a la arqueóloga Isabel Kelly. Así nació su interés por esta ciencia. Su padre trabajó en el ingenio azucarero de Tamazula, por esa razón Otto creció en el ambiente de los cañaverales, la zafra, y el proceso industrial de la caña de azúcar. Realizó sus primeros estudios en el Colegio Unión, en el Instituto de Ciencias de Guadalajara y en el Instituto Patria de la Ciudad de México.
Ingresó a la Universidad Iberoamericana para estudiar la carrera de ingeniería mécánica, sin embargo decidió cambiarse a la Escuela Nacional de Antropología e Historia (ENAH) para obtener su licenciatura en la década de 1960. Fue discípulo de José Luis Lorenzo Bautista, Román Piña Chan, Pedro Armillas, Wigberto Jiménez Moreno y Barbro Dahlgren.

## Arqueólogo
Trabajó para el Instituto Nacional de Antropología e Historia desde la década de 1970. Participó en el traslado de las piezas arqueológicas desde el antiguo Museo Nacional al Museo Nacional de Antropología. Realizó el hallazgo de la estela del Nevado de Toluca, el rescate de un tzompantli en Tlatelolco, algunos salvamentos en la presa  Infiernillo y en los trabajos para consolidar una pirámide en la zona arqueológica de San Felipe los Alzati, en Michoacán. Colaboró con el arqueólogo Román Piña Chán en los trabajos del exploración del cenote sagrado de Chichén Itzá. Se especializó en el estudio de las culturas prehispánicas del occidente de México, promoviendo la creación de museos comunitarios e impartiendo conferencias en diversos foros e instituciones.
En el año de 1988, colaboró con la Dirección de Investigación y Fomento de la Cultura Regional del gobierno del estado de Sinaloa elaborando el guion museográfico del Museo Arqueológico de Mazatlán, seleccionando las piezas para la colección permanente a partir del inventario de una colección de piezas arqueológicas donadas por el cronista de la ciudad Miguel Valadés Lejarza.

## Obras publicadas
- Figurillas del occidente de México, en 1968.
- Los olmecas en el occidente de México, en 1968.
- Culturas de occidente, coautor con Román Piña Chán y Lidia C. de Camacho, en 1969.
- Tzintztuntzan, en 1969.
- Arqueología de occidente, en 1971.
- Bibliografía arqueológica del occidente de México, coautor con Sara Ladrón de Guevara, en 1990.
- El pasado de tres pueblos: Tamazula, Tuxpan y Zapotlán, en 1994.
- Cerámica de Tonalá, en 1994.
- Zafra, coautor con Ana Lorena Ochoa y Ciro Gómez Leyva, en 2000.
- Arqueología de la cuenca de Sayula, coautor con Francisco Valdez y Jean Pierre Emphoux, en 2005.

## Premios y distinciones
Una sala del Museo Regional de Guadalajara fue bautizada en su honor. Recibió el Galardón Pedro Sarquís Merrewe en el 2003. Fue homenajeado durante la Feria Internacional del Libro de Guadalajara de 2011 en reconocimiento a su labor por conservar la arquitectura prehispánica de la región occidente de México. Recibió el Premio Jalisco en la categoría de Ciencias, el Premio Ciudad de Guadalajara, y un reconocimiento a manera de exposición y homenaje por el Museo del Trompo Mágico.